# 帕奇佩尔瓦
帕奇佩尔瓦（Pachperwa），是印度北方邦Balrampur县的一个城镇。总人口14329（2001年）。

## 人口
该地2001年总人口14329人，其中男性7465人，女性6864人；0—6岁人口2826人，其中男1391人，女1435人；识字率42.52%，其中男性为50.30%，女性为34.06%。